# Josh Downs
Joshua Downs (Suwanee, 19 aprile 2000) è un giocatore di football americano statunitense che milita nel ruolo di wide receiver per gli Indianapolis Colts della National Football League (NFL).

## Carriera

### Indianapolis Colts
Al college Downs giocò a football a North Carolina, venendo inserito per due volte nella formazione ideale dell'Atlantic Coast Conference. Fu scelto nel corso del terzo giro (79º assoluto) del Draft NFL 2023 dagli Indianapolis Colts. Debuttò come professionista partendo come titolare nella gara del primo turno contro i Jacksonville Jaguars ricevendo 3 passaggi per 30 yard dal quarterback rookie Anthony Richardson. La sua prima stagione si chiuse con 68 ricezioni per 771 yard e 2 touchdown disputando tutte le 17 partite, di cui 7 come titolare.